# 이만 (1393년)
이만(李萬, ? ~ 1393년)은 조선 초기의 환관이다. 이방석의 부인 현빈 유씨와 간통을 저지르다 태조 이성계의 명으로 참수당했다.